# 캐슬린 커크햄

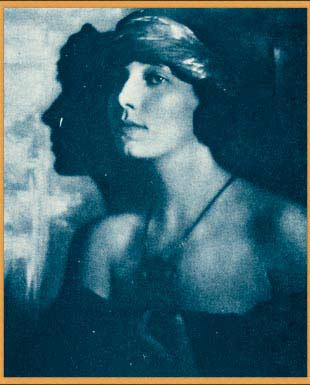

캐슬린 커크햄(Kathleen Kirkham, 1895년 4월 15일 ~ 1961년 11월 7일)은 미국의 배우, 연극 배우, 영화배우이다.
샌타바버라에서 사망하였다.

## 영화
- 더 풀리쉬 메이트런스 (1921년)
- 타잔 - 엘모 린콘 편 3 (1921년)
- 타잔 - 엘모 린콘 편 2 (1918년)
- 타잔 - 엘모 린콘 편 1 (1918년)